# Rehoboth Urbano Este
Rehoboth Urbano Este es un distrito electoral de la Región de Hardap en Namibia. 
Su población es de 12.581 habitantes.